# 李周衡
李 周衡（イ・ジュヒョン、朝鮮語: 이주형、1905年または1906年1月6日 - 1951年8月）は、日本統治時代の朝鮮および大韓民国の教育者、政治家。制憲韓国国会議員。

## 経歴
慶尚南道密陽郡出身。徽文高等普通学校（現・徽文高等学校）、京城帝国大学予科・法文学部史学科卒。普成中学校教員、木浦高等女学校校長、馬山中学校校長、密陽中学校校長を経て、私立正進学校を経営したが、戦中に廃校された。光復後は慶尚南道米軍政顧問、独促国民会密陽郡支部長、過政立法議院議員、密陽中学校創設者・校長、国会議員を務めた。朝鮮戦争の際北朝鮮に拉致された。
1962年4月28日の東亜日報の連載によると、1951年6月の原因不明の伝染病にかかった後、同年8月下旬ごろに平壌付近で死去した。